# Mùa xuân tình yêu
Mùa xuân tình yêu (tiếng Nga: Любовь Яровая) là một vở kịch khai thác đề tài Nội chiến Nga của nhà văn Konstantin Trenyov, ra đời năm 1926.

## Nội dung
Nữ giáo viên Lyubov Yarovaya (tiếng Nga có nghĩa là Mùa xuân tình yêu) có lòng tin sắt son vào lý tưởng Cách mạng. Cô phải trải qua những nỗi khổ tâm, dằn vặt về sự phản bội của người chồng - Mikhail Yarovoy (biệt danh Vikhor - có nghĩa là lốc xoáy), một sĩ quan Bạch vệ. Lyubov buộc phải lựa chọn chia tay với quá khứ tình yêu từng rất êm đẹp của mình để hướng đến một tương lai xán lạn.

### Nhân vật
- Lyubov Yarovaya: Giáo viên
- Mikhail Yarovoy (Vikhor): Chồng Lyubov, sĩ quan Bạch vệ
- Pavla Petrovna Panova: Nhân viên đánh máy
- Roman Koshkin: Chính ủy Hồng quân
- Shvandya: Thủy thủ
- Khrushch, Groznoy, Mazukhina: Trợ thủ của Koshkin
- Maksim Gornostayev: Giáo sư
- Malinin, Kutov: Đại tá Bạch vệ
- Arkady Yelisatov: Đội trưởng hậu phương quân
- Ivan Kolosov: Kỹ sư điện
- Dunka: Người giúp việc, sau đó trở thành nhà đầu cơ
- Makhora: Một thiếu nữ
- Maria: Một nông dân
- Grigory, Semyon: Con trai Lyubov
- Pikalov: Sĩ quan tổng động viên
- Folgin: Người đàn ông hành nghề tự do
- Các nhà tư bản và vợ con
- Khách khứa, lính gác
- Người điều khiển khiêu vũ
- Tatyana Khrushch
- Người bán thuốc lá
- Công nhân, sĩ quan Hồng quân, chiến sĩ Hồng quân, công dân, quý ông, quý bà và nữ sinh...

## Vinh danh
- Giải thưởng Stalin cấp độ I (1941) cho ấn bản phát hành năm 1937

## Chuyển thể
- Mùa xuân tình yêu (phim, 1953)
- Mùa xuân tình yêu (phim, 1970)